# Turbinectomie

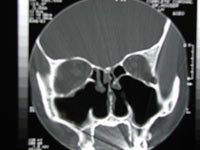
Nez vide après turbinectomie bilatérale totale-CT

La turbinectomie est une intervention chirurgicale destinée à retirer en totalité ou partiellement les cornets du nez. C'est une intervention qui se pratique généralement dans le cabinet d'un oto-rhino-laryngologiste (ORL) à l'aide d'un laser CO2. Elle est recommandée par le praticien lorsque le patient se plaint de gênes respiratoires chroniques.
Dans le traitement de la déglutition infantile, la respiration nasale peut aussi être améliorée via une modification du comportement lingual au cours des 1 500 à 2 000 déglutitions salivaires quotidiennes.
Le terme turbinoplastie réfère au retrait partiel des cornets du nez.

## Risques et complications
La turbinectomie peut entrainer le syndrome de nez vide.